# Biguaçu
Biguaçu è un comune del Brasile nello Stato di Santa Catarina, parte della mesoregione della Grande Florianópolis e della microregione di Florianópolis.